# 콤팩트 작용소
함수해석학에서 콤팩트 작용소(compact作用素, 영어: compact operator)는 유계 집합의 상이 상대 콤팩트 집합인 바나흐 공간 사이의 선형 변환이다.

## 정의
{\displaystyle \mathbb {K} \in \{\mathbb {R} ,\mathbb {C} \}}라고 하자. 두 {\displaystyle \mathbb {K} }-바나흐 공간 {\displaystyle V}와 {\displaystyle W} 사이의 {\displaystyle \mathbb {K} }-유계 작용소 {\displaystyle T\colon V\to W}에 대하여 다음 조건들이 서로 동치이며, 이를 만족시키는 {\displaystyle \mathbb {K} }-선형 변환을 콤팩트 작용소라고 한다.:103, Definition 4.16:199, §VI.5
- {\displaystyle V} 속의 단위 닫힌 공 {\displaystyle \operatorname {cl} (\operatorname {ball} _{V}(0,1))}의 상 {\displaystyle T\operatorname {cl} (\operatorname {ball} _{V}(0,1))}가 {\displaystyle W}의 상대 콤팩트 집합이다.
- {\displaystyle V} 속의 임의의 유계 집합 {\displaystyle B\subseteq V}의 상 {\displaystyle TB\subseteq W}가 {\displaystyle W}의 상대 콤팩트 집합이다.
- {\displaystyle V} 속의 임의의 유계 집합 {\displaystyle B\subseteq V}의 상 {\displaystyle TB\subseteq W}가 {\displaystyle W}의 완전 유계 집합이다.

### 힐베르트 공간의 경우
만약 {\displaystyle V}와 {\displaystyle W}가 {\displaystyle \mathbb {K} }-힐베르트 공간이라면, 그 사이의 {\displaystyle \mathbb {K} }-선형 변환 {\displaystyle T\colon V\to W}에 대하여, 다음 세 조건들이 서로 동치이다.
- 콤팩트 작용소이다.
- 치역이 유한 차원 공간인 {\displaystyle \mathbb {K} }-선형 변환들의 집합을 {\displaystyle \operatorname {FR} (V,W;\mathbb {K} )\subseteq \operatorname {B} (V,W;\mathbb {K} )}라고 할 때, {\displaystyle \operatorname {FR} (V,W;\mathbb {K} )}의 폐포에 속한다. (여기서 {\displaystyle \operatorname {B} (V,W;\mathbb {K} )}는 유계 작용소의 공간이며, 폐포는 작용소 노름으로 정의된 거리 위상에서 취한 것이다.)
- 다음과 같은 꼴의 표현을 갖는다.
{\displaystyle T=\sum _{0\leq i<N}w_{i}s_{i}\langle v_{i},-\rangle }

여기서
- {\displaystyle N\in \{0,1,2,\dotsc ,\infty \}}이다.
- {\displaystyle (s_{i})_{0\leq i<N}}는 감소하는 양의 실수열이다. 즉, {\displaystyle s_{1}\geq s_{2}\geq s_{3}\geq \cdots }이며, 임의의 {\displaystyle 0\leq i<N}에 대하여 {\displaystyle s_{i}>0}이다.
- {\displaystyle (v_{i})_{0\leq i<N}}는 {\displaystyle V} 속의 정규 직교 벡터열이다. 즉, 임의의 {\displaystyle 0\leq i\leq j<N}에 대하여 {\displaystyle \langle v_{i},v_{j}\rangle _{V}=\delta _{ij}}이다 ({\displaystyle \delta _{ij}}는 크로네커 델타).
- {\displaystyle (w_{i})_{0\leq i<N}}는 {\displaystyle W} 속의 정규 직교 벡터열이다. 즉, 임의의 {\displaystyle 0\leq i\leq j<N}에 대하여 {\displaystyle \langle w_{i},w_{j}\rangle _{W}=\delta _{ij}}이다 ({\displaystyle \delta _{ij}}는 크로네커 델타).

이러한 표현을 {\displaystyle T}의 특잇값 분해라고 한다.

## 성질

### 포함 관계
모든 콤팩트 작용소는 유계 작용소이다.
두 {\displaystyle \mathbb {K} }-힐베르트 공간 사이의 경우, 두 {\displaystyle \mathbb {K} }-힐베르트 공간 사이의 {\displaystyle \mathbb {K} }-선형 변환에 대하여 다음과 같은 포함 관계가 성립한다.
선형 변환 ⊇ 유계 작용소 ⊇ 콤팩트 작용소 ⊇ 힐베르트-슈미트 작용소 ⊇ 대각합류 작용소
또한, 임의의 {\displaystyle 0<p<\infty }에 대하여,  두 {\displaystyle \mathbb {K} }-힐베르트 공간 사이의 {\displaystyle p}차 핵작용소는 콤팩트 작용소이다. (1차 핵작용소는 대각합류 작용소이며, 2차 핵작용소는 힐베르트-슈미트 작용소이다.)

### 스펙트럼 이론
복소수 바나흐 공간 위의 콤팩트 작용소의 경우, 다음과 같은 매우 깔끔한 스펙트럼 이론이 존재한다.
임의의 복소수 바나흐 공간 {\displaystyle V} 위의 복소수 콤팩트 작용소
{\displaystyle T\colon V\to V}
가 주어졌다고 하자. 그렇다면, 그 스펙트럼 {\displaystyle \sigma (T)\subseteq \mathbb {C} }를 정의할 수 있다. 그렇다면, 다음이 성립한다.
- (프레드홀름 양도 논법 Fredholm 兩刀論法, 영어: Fredholm alternative) 스펙트럼의 모든 0이 아닌 원소는 고윳값이다. 즉, 임의의 {\displaystyle \lambda \in \sigma (T)\setminus \{0\}}는 {\displaystyle T}의 고윳값이다.[3]:Corollary VII.7.10
- 만약 {\displaystyle V}가 무한 차원 바나흐 공간이라면, 항상 {\displaystyle 0\in \sigma (T)}이다.
- 스펙트럼의 임의의 0이 아닌 원소 {\displaystyle \lambda \in \sigma (T)\setminus \{0\}} 및 충분히 큰 양의 정수 {\displaystyle m\in \mathbb {Z} ^{+}}에 대하여, {\displaystyle \ker(\lambda -T)^{m}=\ker(\lambda -T)^{m+1}}이며, 또한 이 부분 벡터 공간은 유한 차원이다.
- {\displaystyle T}의 고윳값들의 집합의 {\displaystyle \aleph _{0}}-집적점은 (만약 존재한다면) {\displaystyle 0\in \mathbb {C} } 밖에 없다.
- {\displaystyle \sigma (T)\subseteq \mathbb {C} }는 가산 집합이다.

위 성질 가운데 "프레드홀름 양도 논법"이라는 이름은 이를 다음과 같이 적을 수 있기 때문이다.
임의의 0이 아닌 복소수 {\displaystyle \lambda \in \mathbb {C} \setminus \{0\}}에 대하여, 다음 둘 ("양도") 가운데 정확히 하나가 성립한다.
- 스펙트럼에 속하지 않는다.
- 고윳값이다.

## 역사
프레드홀름 양도 논법은 에리크 이바르 프레드홀름이 원래 적분 변환 연산자에 대하여 1903년에 도입하였다.